# 斎藤武雄 (内務官僚)
斎藤 武雄（さいとう たけお、1902年（明治35年）12月4日 - 没年不詳）は、日本の内務官僚、実業家。官選福井県知事、兵庫県教育委員長。

## 経歴
広島県出身。斎藤元四郎の長男として生まれた。松山高等学校を卒業。1926年12月、文官高等試験行政科試験に合格。1927年、東京帝国大学法学部法律学科（独法）を卒業。内務省に入省し北海道庁属となる。
以後、和歌山県社寺兵事課長、同秘書課長、同学務課長、同商工課長、同水産課長、岐阜県社会課長、同庶務課長、兵庫県都市計画課長、青森県書記官・警察部長、満州国奉天省警務庁長、満州国民政部労務司長、兵庫県第一部長、京都府内政部長などを歴任。
1946年1月25日、福井県知事に就任。戦災の復興、食糧対策などに尽力。同年10月4日、依願免本官となり退官した。
その後、帝都高速度交通営団理事、神戸市助役、神戸放送専務、ラジオ関西専務、兵庫県教育委員長などを務めた。